# Ahmad Alenemeh
Seyed Ahmad Alenemeh (Ahvaz, 20 oktober 1982) is een Iraans voormalig voetballer die doorgaans speelde als centrale verdediger. Tussen 2003 en 2019 was hij actief voor Niroye Zamini, Esteghlal, Foolad, Sepahan, Shanin, Tractor Sazi, Naft Tehran, opnieuw Tractor Sazi, opnieuw Foolad, Padideh, opnieuw Naft Tehran en opnieuw Esteghlal. Alenemeh maakte in 2007 zijn debuut in het Iraans voetbalelftal en kwam uiteindelijk tot negen interlandoptredens.

## Clubcarrière
Alenemeh speelde in de jeugdopleiding bij Niroye Zamini. Na één jaar bij dat team verkaste hij naar Esteghlal, waar hij gedurende drie jaar actief was. Zijn periode bij Esteghlal werd gevolgd door twee jaar bij Foolad. Via Sepahan, waarmee hij landskampioen werd, en Sepahan kwam hij bij Tractor Sazi terecht. In 2012 tekende de verdediger bij Naft Tehran. Twee jaar later keerde hij terug bij Tractor Sazi. In het seizoen 2015/16 had hij twee clubs: Foolad en Padideh. In 2016 keerde Alenemeh opnieuw terug bij een oude werkgever, namelijk bij Naft Tehran, waar hij zijn handtekening zette onder een verbintenis voor de duur van één seizoen. Twee jaar daarna verkaste de centrumverdediger naar Esteghlal, waar hij tussen 2009 en 2010 ook had gespeeld. In de zomer van 2020 besloot Alenemeh op zevenendertigjarige leeftijd een punt te zetten achter zijn actieve loopbaan.

## Interlandcarrière
Op 14 mei 2014 werd bekendgemaakt dat Alenemeh onderdeel uitmaakte van de Iraanse voorselectie voor het WK 2014 in Brazilië.

## Erelijst
| Persian Gulf Pro League | 1 | 2009/10 |